# Agnese (cognome)
Agnese è un cognome di lingua italiana.

## Varianti
Agnes, Agnesa, Agnesani, Agnesi, Agnesini, Agnetti, Agnini, Anese, Anesi, Anessi, D'Agnese, Dell'Agnese, Dell'Anese, L'Agnese, Lagnese.

## Origine e diffusione
Il cognome è tipicamente meridionale.
Potrebbe derivare dal prenome Agnese, dal greco hagnós, "sacro". Potrebbe presentare affinità con il cognome Agnelli.
La variante Agnesi è centro-settentrionale; D'Agnese e Lagnese sono meridionali; Agnes è avellinese; Agnesa è sardo; Dell'Anese è friulano e del Cadore; Agnetti è marchigiano.

## Persone
- Giacomo Agnesi – politico, ingegnere e industriale italiano
- Maria Gaetana Agnesi – matematica italiana
- Maria Teresa Agnesi Pinottini – compositrice e clavicembalista italiana